# زردپی پهن سرینی
زردپی پهن سرینی (به انگلیسی: Gluteal aponeurosis) یک غشای فیبری است که از فاسیا لاتا آغاز می‌شود که میان ستیغ تهیگاهی و مرز فوقانی ماهیچه سرینی بزرگ جای دارد. بخشی از ماهیچه سرینی میانه از این غشا ناشی می‌شود.